# Bordj el Kiffan
Bordj el Kiffan är en ort i Algeriet.   Den ligger i provinsen Alger, i den norra delen av landet, 13 km öster om huvudstaden Alger. Bordj el Kiffan ligger 11 meter över havet och antalet invånare är 123 246.
Terrängen runt Bordj el Kiffan är platt. Havet är nära Bordj el Kiffan åt nordväst.Runt Bordj el Kiffan är det mycket tätbefolkat, med 6 711 invånare per kvadratkilometer. Närmaste större samhälle är Alger, 13,4 km väster om Bordj el Kiffan. Trakten runt Bordj el Kiffan består till största delen av jordbruksmark.